# ماکسیمیلیان هایدر
 ماکسیمیلیان هایدر (آلمانی: Maximilian Haider؛ زاده ۱۹۵۰) یک فیزیک‌دان اهل اتریش است.